# Obiectivul de Dezvoltare Durabilă 11
Obiectivul de dezvoltare durabilă 11 (ODD 11 sau Obiectivul Global 11) - „Orașe și comunități durabile” este unul dintre cele 17 Obiective de Dezvoltare Durabilă adoptate de Națiunile Unite în 2015. Potrivit Organizației Națiunilor Unite, obiectivul este: „Orașe și comunități incluzive, sigure, rezistente și durabile”.
Cele 17 ODD iau în considerare faptul că acțiunea într-un domeniu va afecta rezultatele și în alte domenii și că dezvoltarea economică trebuie să echilibreze sustenabilitatea socială, economică și de mediu.
Obiectivul are 10 ținte, care urmează să fie atinse. Progresul către ținte va fi măsurat prin 15 indicatori. Primele 7 ținte sunt ținte de rezultat: locuințe sigure și accesibile, sisteme de transport durabil la prețuri accesibile, urbanizare incluzivă și durabilă, protecția patrimoniului cultural și al celui natural la nivel global, reducerea efectelor adverse ale dezastrelor naturale, reducerea impactului orașelor asupra mediului și oferirea de acces la spații verzi publice sigure și incluzive. Celelalte 3 ținte sunt mijloace de implementare: planificarea susținută a dezvoltării naționale și regionale, implementarea politicilor de incluziune, eficiența resurselor și reducerea riscului de dezastre în sprijinirea țărilor cel mai puțin dezvoltate pentru construirea de clădiri durabile și rezistente.
La nivel global, peste 3,9 miliarde de  persoane (jumătate din populația lumii) trăiesc în orașe. Se estimează că numărul acestore va crește la 5 miliarde până în 2030. Orașele din întreaga lume ocupă doar 3% din suprafața terestră, totuși sunt responsabile de 60-80% din consumul de energie și 75% din emisiile de carbon. Există provocări serioase privind viabilitatea și siguranța orașelor în a răspunde cerințelor crescute din viitor.

## Context

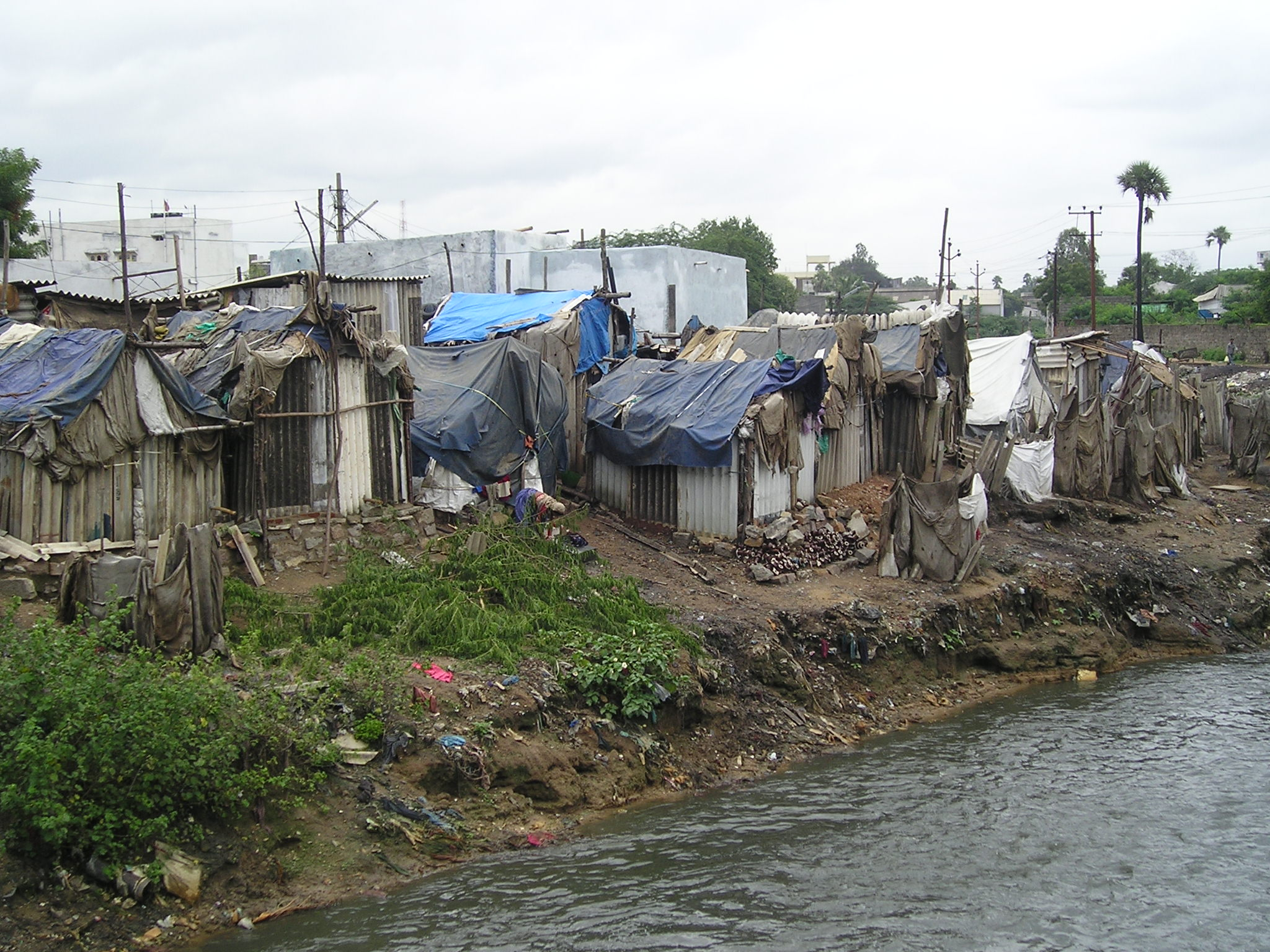
Mahalale în Hyderabad, India

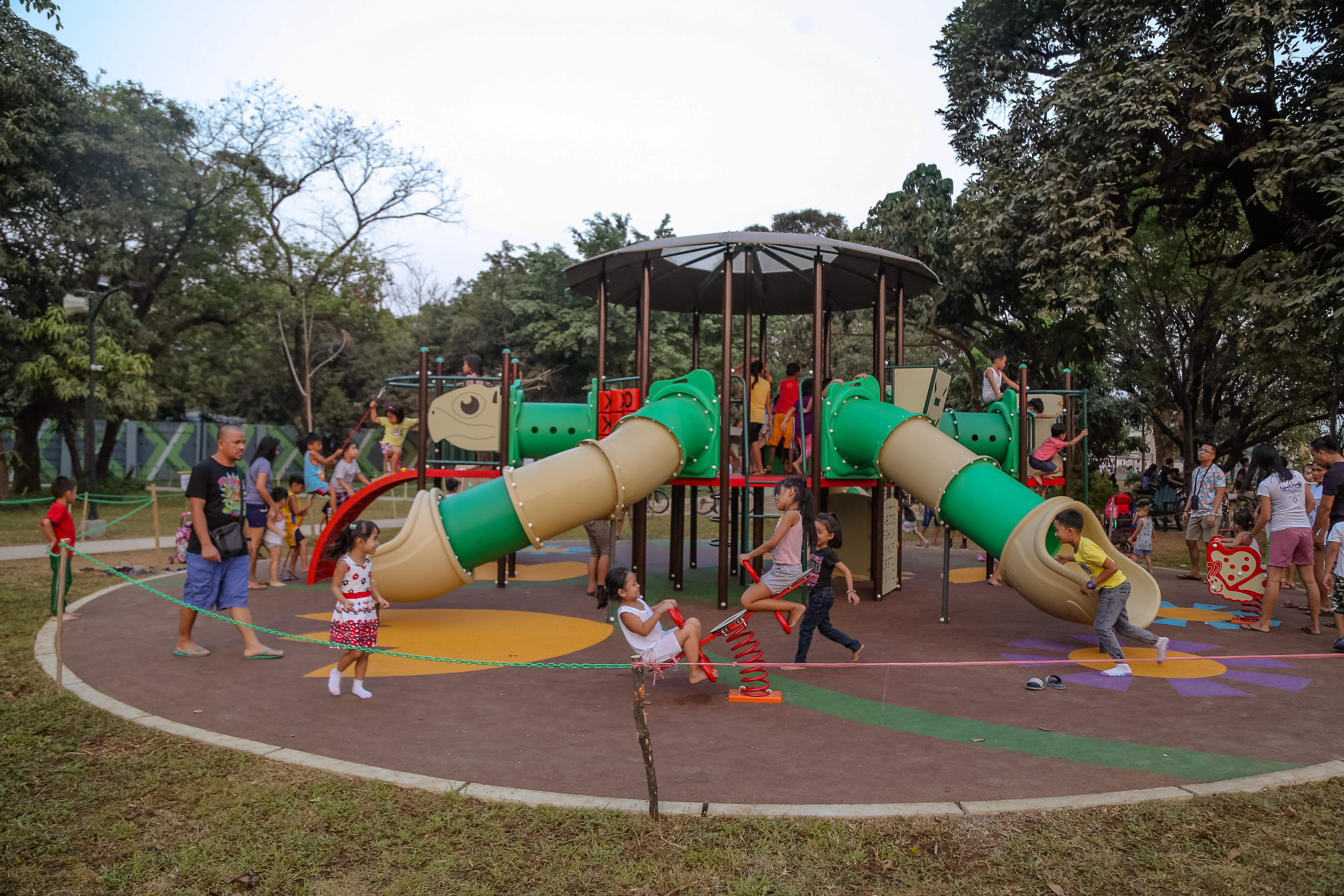
Loc de joacă pentru copii în Valenzuela, Metro Manila, Filipine

ODD 11 abordează situația mahalalelor, gestionarea și planificarea așezărilor umane, atenuarea și adaptarea la schimbările climatice și economia urbană. Înainte de adoptarea Agendei 2030, Obiectivul de dezvoltare milenial 7, ținta 4, solicita intensificarea eforturilor pentru obținerea unei „îmbunătățiri semnificative a vieții a cel puțin 100 de milioane de locuitori din mahalale” până în 2020.
S-a înregistrat o creștere rapidă a metropolelor, în special în țările în curs de dezvoltare: „În 1990, existau zece metropole cu 10 milioane de locuitori sau mai mult, iar în 2014, erau deja 28 de metropole, cu un total de 453 de milioane de oameni”. În ceea ce privește mahalalele, datele arată că „828 de milioane de oameni trăiesc în mahalale, iar majoritatea se găsește în Asia de Est și de Sud-Est”.
ODD 11 reprezintă „o schimbare în cooperarea internațională pentru dezvoltare de la concentrarea asupra sărăciei ca fenomen rural la recunoașterea faptului că orașele, în special din sudul global, se confruntă cu provocări majore în privința sărăciei extreme, degradării mediului și riscurilor cauzate de schimbările climatice și dezastrele naturale”.
În 2022, peste jumătate din populația globală locuia în zone urbane, o rată estimată a ajunge la 70% până în 2050. Aproximativ 1,1 miliarde de oameni trăiau în mahalale sau în condiții asemănătoare mahalalelor în orașe, iar numărul acestora este de așteptat să crească cu 2 miliarde în următorii 30 de ani. 85% dintre locuitorii mahalalelor sunt concentrați în trei regiuni: Asia Centrală și de Sud (359 milioane), Asia de Est și de Sud-Est (306 milioane) și Africa subsahariană (230 milioane).
În același an, doar jumătate din populația urbană a lumii avea acces convenabil la transportul public. Expansiunea urbană, poluarea aerului și numărul redus al spațiilor publice deschise persistă în orașe. Orașele globale s-au extins fizic mai repede decât ratele lor de creștere a populației, cu rate medii anuale de creștere a gradului de ocupare a terenului de 2,0% față de rata de creștere a populației de 1,6% din 2000 până în 2010, respectiv de 1,5% față de 1,2% din 2010 până în 2020, conform datelor rapotate de 681 de orașe între 1990 și 2020.
Din 2015, numărul țărilor care au adoptat strategii naționale și locale de reducere a riscului de dezastre s-a dublat.

## Ținte, indicatori și progres
ONU a definit 10 ținte și 15 indicatori pentru ODD 11. Țintele specifică obiectivele, iar indicatorii reprezintă parametrii prin care se monitorizează dacă țintele sunt atinse. Șase dintre ținte urmează să fie atinse până în anul 2030, una până în anul 2020, iar trei nu au termene limită. Fiecare dintre ținte are, de asemenea, unul sau doi indicatori utilizați pentru a măsura progresul.

### Ținta 11.1: Locuințe sigure și accesibile

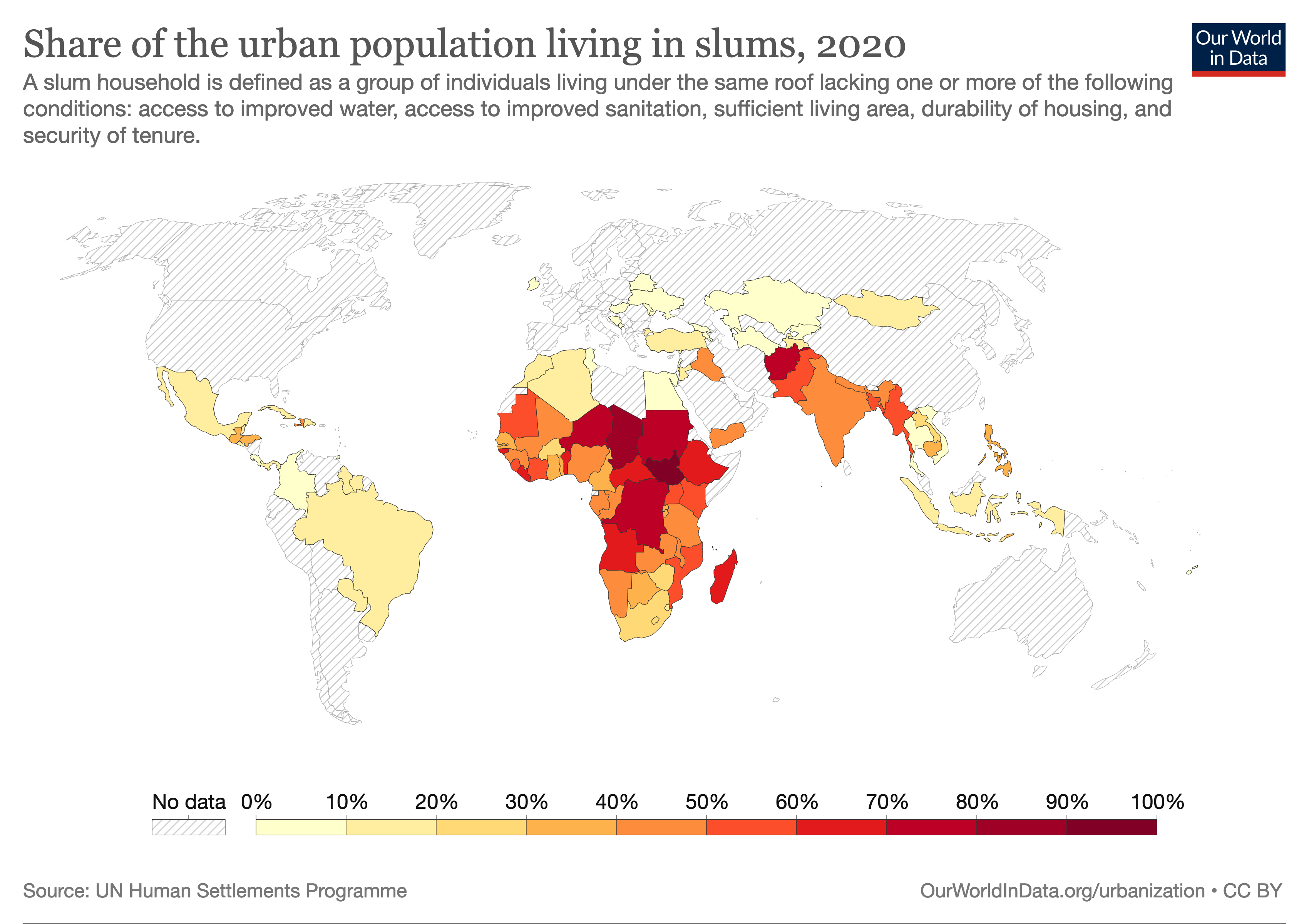
Harta lumii pentru indicatorul 11.1.1: Ponderea persoanelor care trăiesc în mahalale

Textul integral al Țintei 11.1 este: „Până în 2030, asigurarea accesului tuturor la locuințe și servicii de bază adecvate, sigure și la prețuri accesibile și modernizarea mahalalelor”. 
Această țintă are un singur indicator: indicatorul 11.1.1 reprezintă „Ponderea populației urbane care trăiește în gospodării situate în mahalale, așezări neoficiale sau în locuințe inadecvate”.
Oamenii care locuiesc în mahalale nu au acces la apă de calitate, la canalizare adecvată, spațiu de locuit suficient și locuințe durabile. În anul 2022, aproximativ 1 miliard de oameni trăiau în mahalale urbane.

### Ținta 11.2: Sisteme de transport accesibile și durabile
Textul integral al Țintei 11.2 este: „Până în 2030, acces la sisteme de transport sigure, accesibile și durabile pentru toți, îmbunătățirea siguranței rutiere, în special prin extinderea transportului public, cu o atenție specială nevoilor celor aflați în situații vulnerabile, femei, copii, persoane cu dizabilități și persoane în vârstă".
Această țintă are un singur indicator: indicatorul 11.2.1 reprezintă „Ponderea populației care are acces convenabil la transportul public, după sex, vârstă și dizabilități”.
Îmbunătățirea sistemelor de transport pentru a perfecționa accesibilitatea este esențială pentru limitarea problemelor cauzate de dizabilitățile fizice sau psihice, deficiențele de vedere sau de auz, dificultatea de a transporta bagaje grele sau de a călători cu copii mici, deoarece acestea determină ca, în medie, 25% din populație să experimenteze un grad redus de mobilitate.
Un sistem de transport durabil ia în considerare preocupările de călătorie ale diferitelor grupuri socio-economice pentru a atinge validitatea metricilor de accesibilitate. Transportul și planificarea transportului ar trebui să fie coordonate cu planificarea utilizării terenului. Zonele de ocupare a forței de muncă și zonele rezidențiale sunt relativ concentrate, iar mediile urbane și suburbane ar trebui planificate și reconstruite în comun.

### Ținta 11.3: Urbanizare incluzivă și durabilă

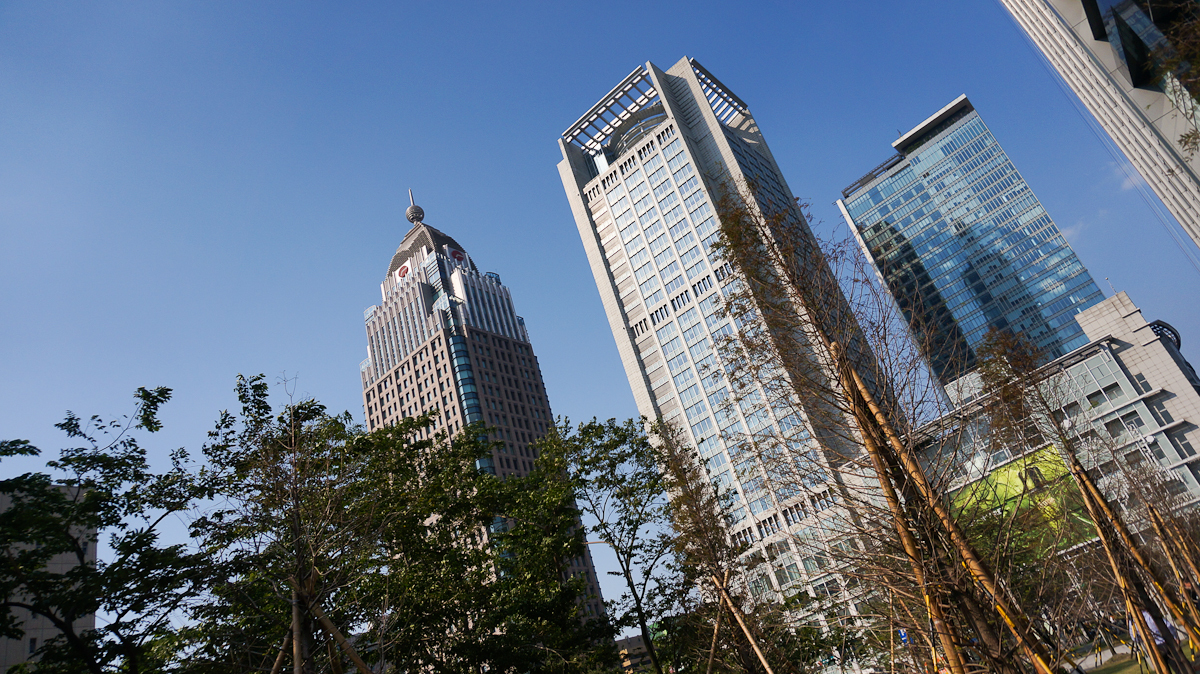
Zgârie-nori din Taipei, Taiwan

Textul integral al Țintei 11.3 este: „Până în 2030, consolidarea urbanizării incluzive și durabile și a capacității de planificare și gestionare participativă, integrată și durabilă a așezărilor umane în toate țările".
Această țintă are doi indicatori:
- indicatorul 11.3.1: „Raportul dintre rata utilizării terenului și rata de creștere a populației”
- indicatorul 11.3.2: „Ponderea orașelor cu o structură de participare directă a societății civile în planificare urbană și management care funcționează în mod regulat și democratic”

Indicatorul 11.3.2 poate fi dificil de calculat. În prezent, nu există date disponibile pentru acest indicator.

### Ținta 11.4: „Protejarea moștenirii culturale și naturale a lumii”

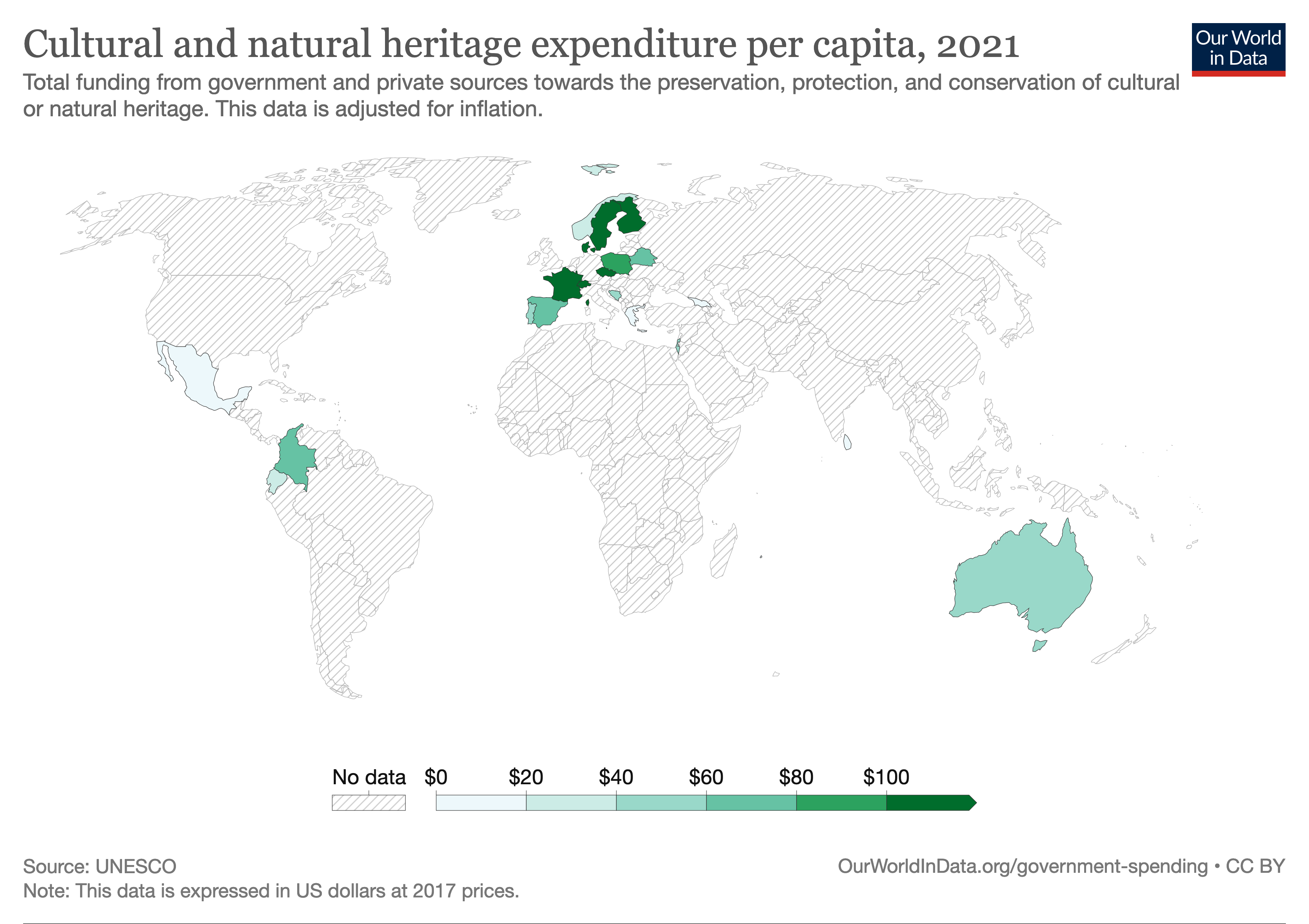
Harta lumii pentru indicatorul 11.4.1: Cheltuieli totale per locuitor pentru protecția și conservarea întregului patrimoniu cultural și natural

Textul integral al Țintei 11.4 este: „Întărirea eforturilor de protejare și conservare a moștenirii culturale și naturale". 
Această țintă are un singur indicator: indicatorul 11.4.1 reprezintă „Cheltuieli totale per locuitor pentru protecția și conservarea întregului patrimoniu cultural și natural, în funcție de sursa de finanțare (publică, privată), tipul de patrimoniu (cultural, natural) și nivelul de guvernanță (național, regional sau local/municipal)”.
Și acest indicator este dificil de calculat. În prezent, există puține date disponibile la nivel global pentru acest indicator.
Din cauza războaielor civile, mai mult de jumătate dintre siturile de patrimoniu mondial (World Heritage Sites - WHS) aflate în pericol se află în zone de război din Afganistan, Congo, Irak, Libia, Mali, Palestina, Siria și Yemen. În epoca modernă au avut loc războaie civile nesfârșite în mai multe țări în curs de dezvoltare, acte de vandalism în site-urile culturale comise de teroriști și conducători militari, amenințări de distrugere a siturilor din patrimoniul cultural iranian de către fostul președinte american Donald Trump, o schimbare a identității unui sit (Hagia Sofia) de către guvernul turc, defrișări, schimbări climatice rapide, urbanizare scăpată de sub control și gestionare proastă a turismului de către guverne, ceea ce a dus la supraturism și la hiperexploatarea resurselor turistice. Deoarece aceste probleme există, această țintă a devenit mai vizibilă ca niciodată.

### Ținta 11.5: „Reducerea efectelor dezastrelor naturale”

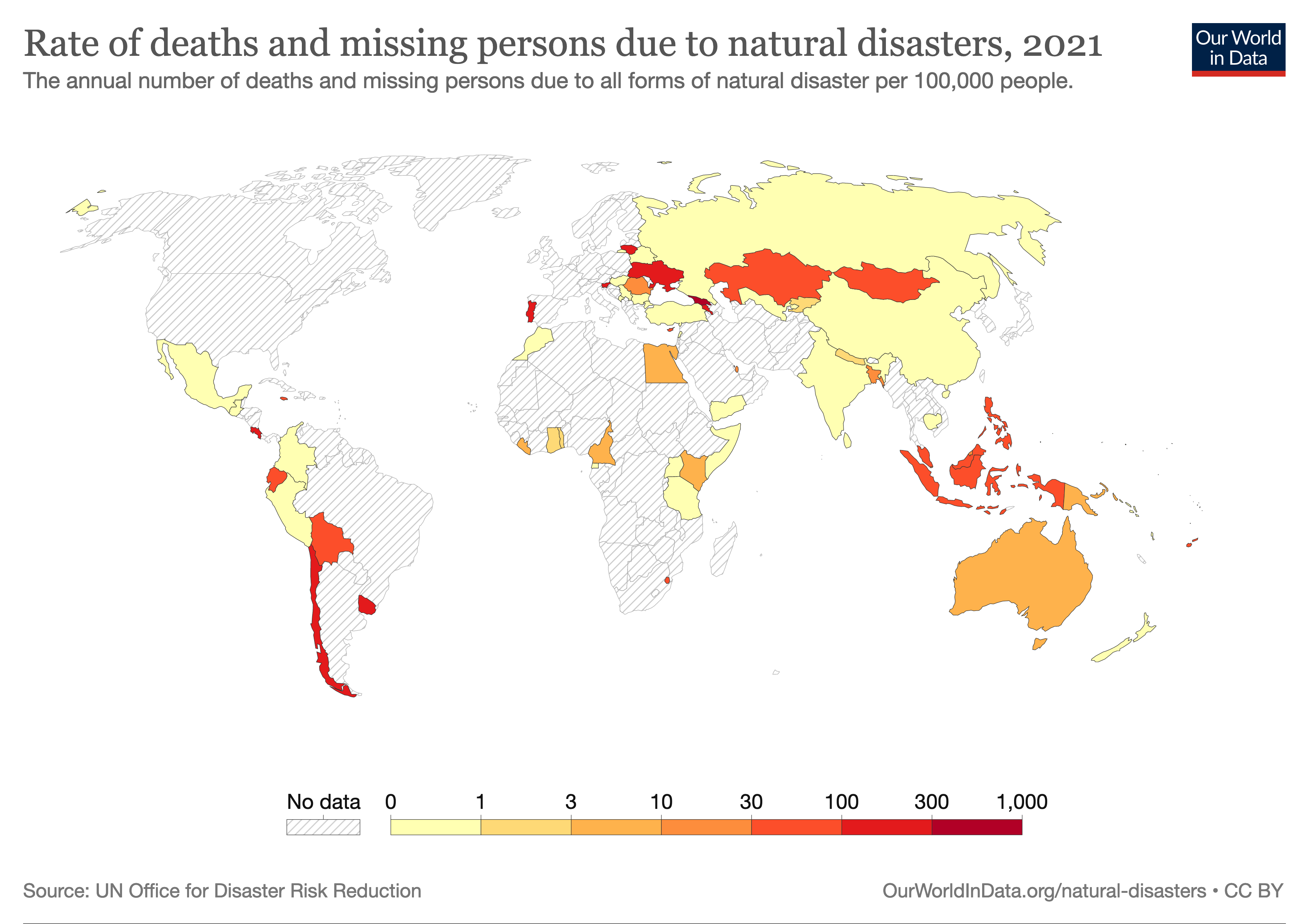
Harta lumii pentru indicatorul 11.5.1: Rata mortalității și disparițiilor cauzate de dezastre naturale

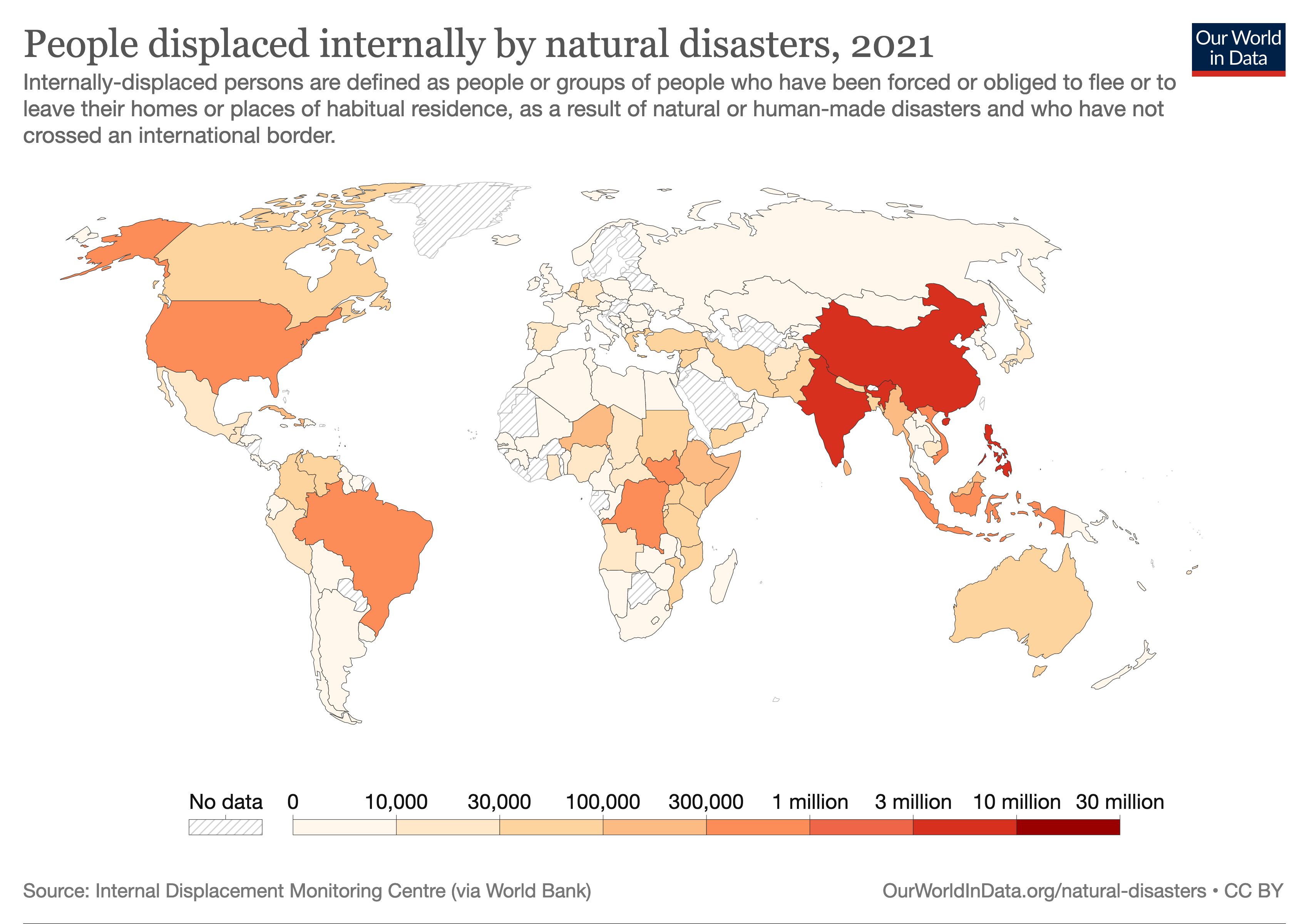
Harta lumii pentru indicatorul 11.5.1: Numărul de persoane strămutate intern în urma dezastrelor naturale

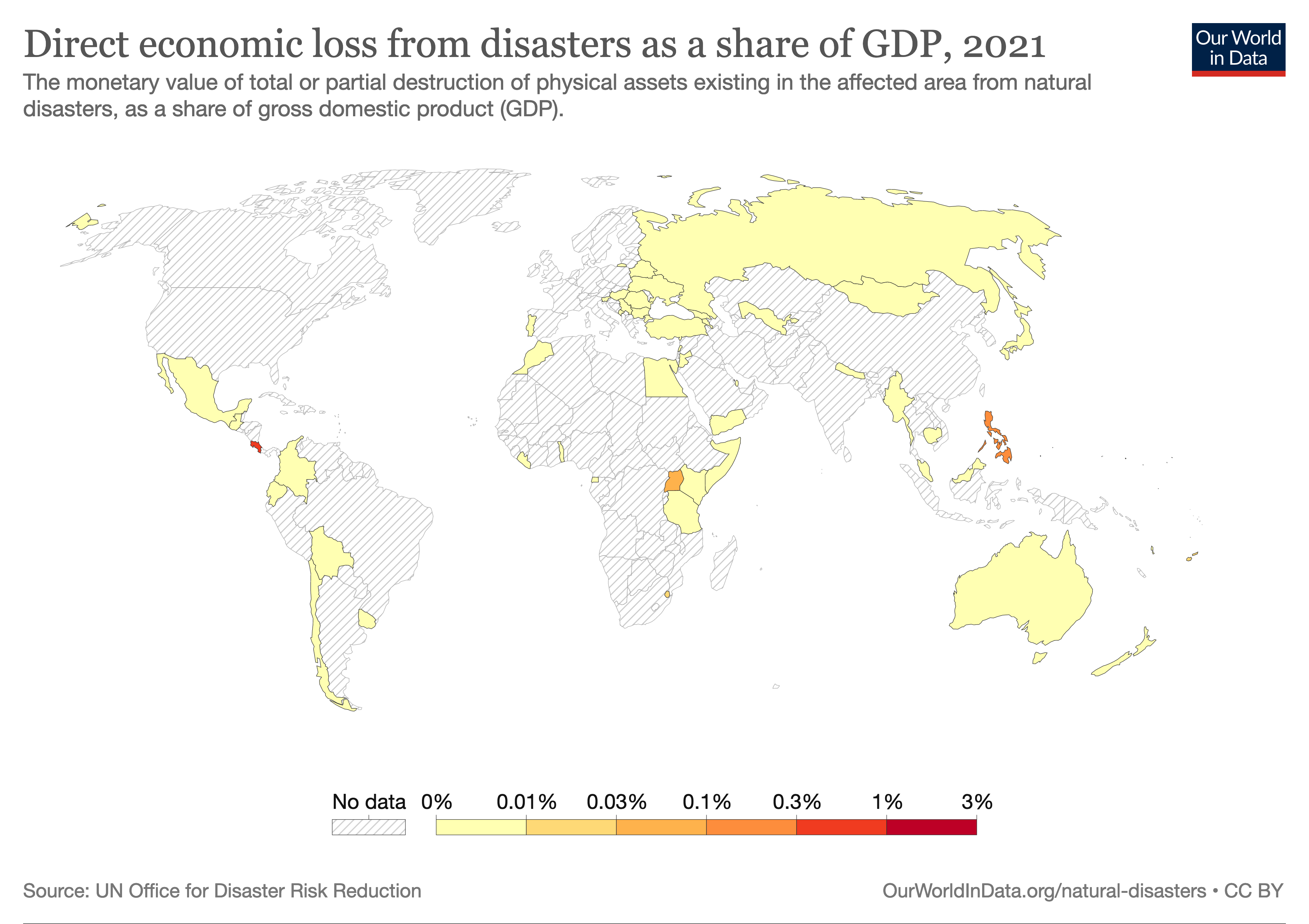
Harta lumii pentru indicatorul 11.5.2: Pierderi economice directe ca urmare a dezastrelor naturale, ca pondere din PIB

Textul integral al Țintei 11.5 este: „Până în 2030, reducerea semnificativă a numărului de decese și numărului de persoane afectate și reducerea substanțială a pierderilor economice directe în raport cu produsul intern brut global cauzate de dezastre naturale, inclusiv dezastrele legate de apă, cu accent pe protejarea celor săraci și persoanele aflate în situații vulnerabile". 
Această țintă are doi indicatori: 
- indicatorul 11.5.1: „Numărul de decese, de persoane dispărute și de persoane direct afectate atribuite dezastrelor naturale la 100.000 de locuitori”,
- indicatorul 11.5.2: „Pierderi economice directe atribuite dezastrelor naturale în raport cu produsul intern brut (PIB)”,
- indicatorul 11.5.3: „(a) Daune aduse infrastructurii critice și (b) numărul de întreruperi ale furnizării serviciilor de bază, atribuite dezastrelor”.

### Ținta 11.6: „Reducerea impactului orașelor asupra mediului”

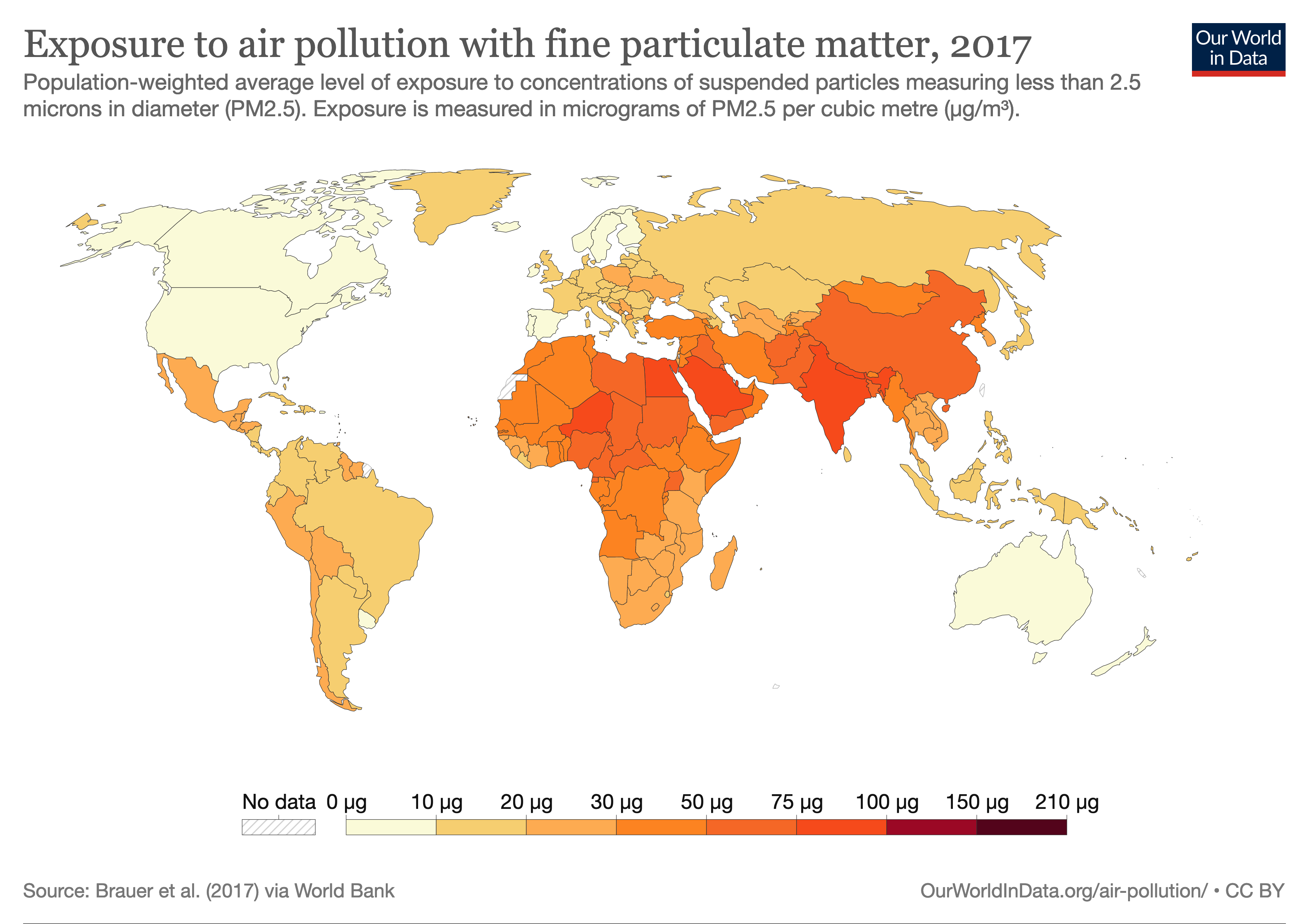
Harta lumii pentru indicatorul 11.6.2: Poluarea aerului cu particule fine PM_{2,5}

Textul integral al Țintei 11.6 este: „Până în 2030, reducerea impactului per locuitor asupra mediului al orașelor, inclusiv prin acordarea unei atenții deosebite calității aerului și gestionării deșeurilor municipale și de altă natură".
Această țintă are doi indicatori: 
- indicatorul 11.6.1: „Ponderea deșeurilor municipale solide colectate și gestionate în instalații controlate din totalul deșeurilor municipale generate, după oraș”,
- indicatorul 11.6.2: „Nivelurile medii anuale de particule fine (de exemplu, PM2,5 și PM10) în orașe (ponderat cu numărul populației)”.

### Ținta 11.7: „Acces la spații verzi publice sigure și incluzive”
Textul integral al Țintei 11.7 este: „Până în 2030, acces universal la spații verzi publice sigure, incluzive și accesibile, în special pentru femei și copii, persoane în vârstă și persoane cu dizabilități".
Această țintă are doi indicatori: 
- indicatorul 11.7.1: „Cota medie din suprafața construită a orașelor care este spațiu deschis pentru uz public, după sex, vârstă și persoane cu dizabilități”,
- indicatorul 11.7.2: „Ponderea victimelor hărțuirii fizice sau sexuale, după sex, vârstă, persoane cu dizabilități și locul apariției, în ultimele 12 luni”.

### Ținta 11.a: „Planificare susținută a dezvoltării naționale și regionale”

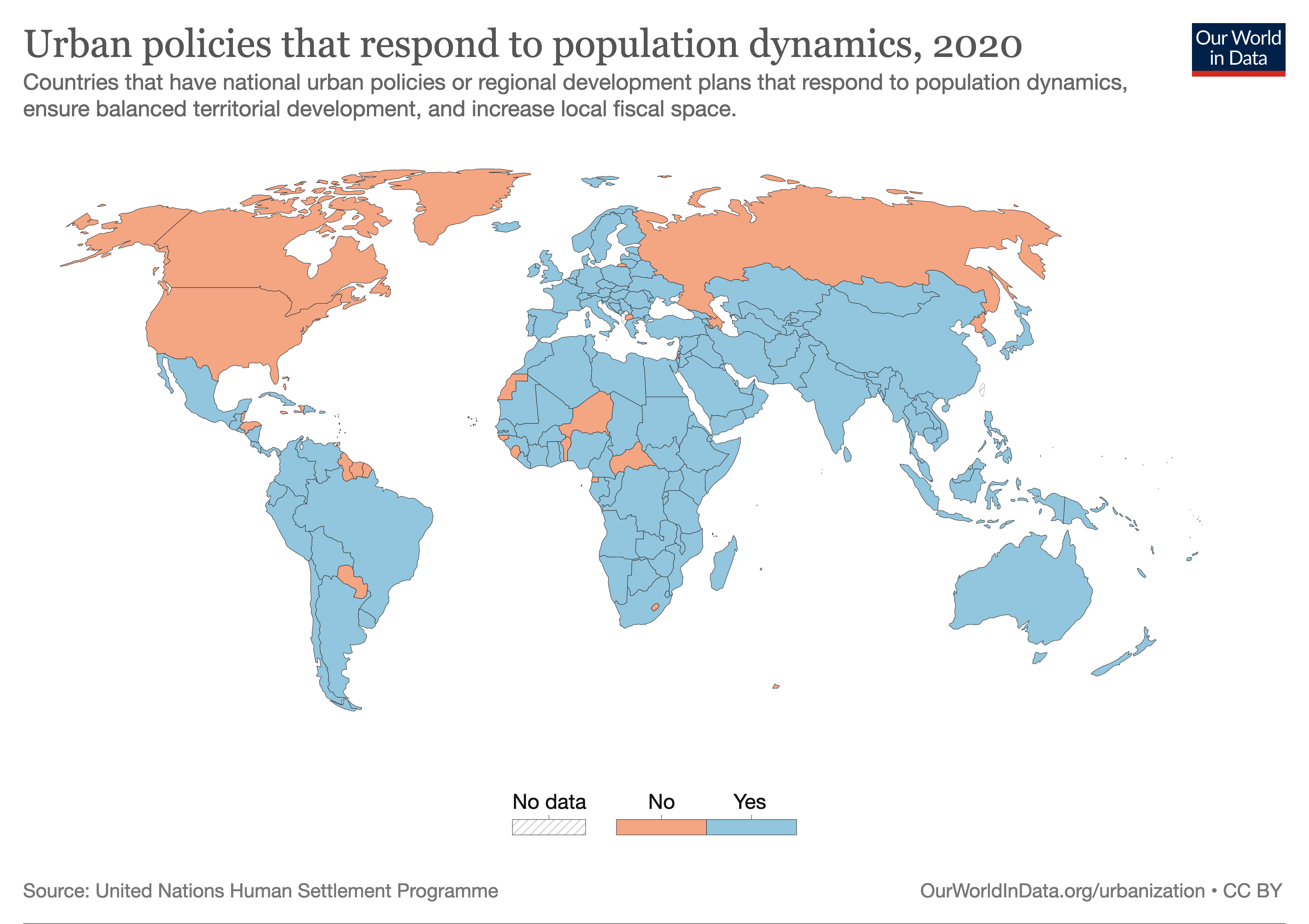
Harta lumii pentru indicatorul 11.a.1: Numărul de țări care au adoptat politici urbane în concordanță cu dinamica populației

Textul integral al Țintei 11.a este: „Sprijinirea legăturilor economice, sociale și de mediu pozitive între zonele urbane, periurbane și rurale prin consolidarea planificării dezvoltării naționale și regionale".
Această țintă are un singur indicator: indicatorul 11.a.1 reprezintă „Numărul de țări care au adoptat politici urbane naționale sau planuri de dezvoltare regională care (a) răspund la dinamica populației, (b) asigură o dezvoltare teritorială echilibrată și (c) asigură creșterea spațiului fiscal local”.
Acest indicator este „una dintre unitățile cheie pentru evaluarea și monitorizarea urbanizării”.
Noua Agenda Urbană a fost adoptată de liderii mondiali în 2016 și oferă o serie de standarde pentru dezvoltarea urbană durabilă.

### Ținta 11.b: „Implementarea politicilor pentru incluziune, eficiența resurselor și reducerea riscului de dezastre”

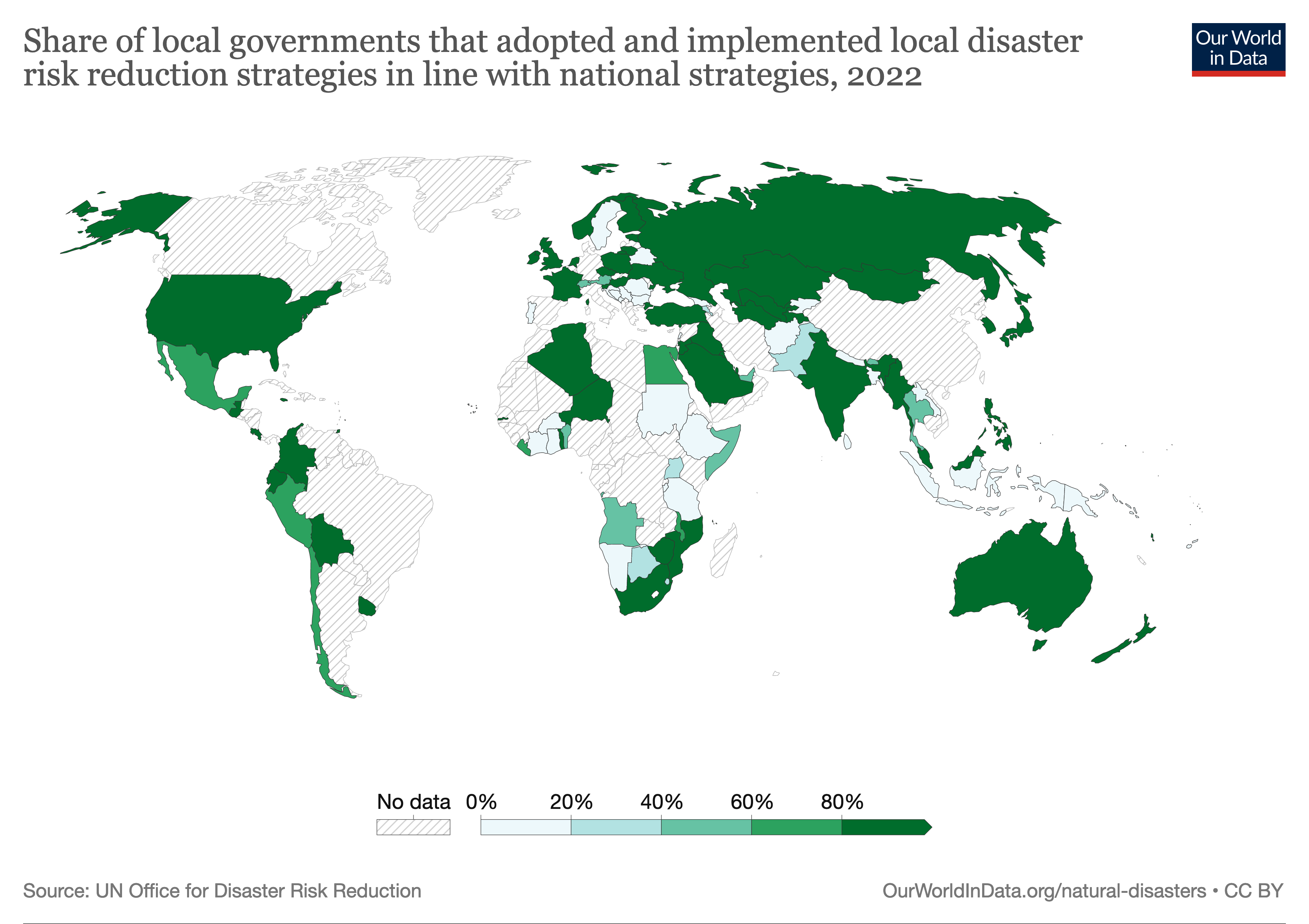
Harta lumii pentru indicatorul 11.b.2: Ponderea administrațiilor locale care adoptă și implementează strategii locale de reducere a riscului de dezastre

Textul integral al Țintei 11.b este: „Până în 2020, creșterea substanțială a numărului de orașe și așezări umane care adoptă și implementează politici și planuri integrate pentru incluziune, eficiența resurselor, atenuare și adaptare la schimbările climatice, reziliență la dezastre și dezvoltarea și implementarea, în conformitate cu Cadrul Sendai pentru reducerea riscului de dezastre 2015–2030, a managementului holistic al riscului de dezastre la toate nivelurile".
Această țintă are doi indicatori:
- indicatorul 11.b.1: „Numărul de țări care adoptă și implementează strategii naționale de reducere a riscului de dezastre în conformitate cu Cadrul Sendai pentru reducerea riscului de dezastre 2015–2030”,
- indicatorul 11.b.2: „Ponderea administrațiilor locale care adoptă și implementează strategii locale de reducere a riscului de dezastre în conformitate cu strategiile naționale de reducere a riscului de dezastre”.

Au fost identificate o serie de provocări în implementarea Cadrului Sendai pentru reducerea riscului de dezastre, inclusiv colectarea și raportarea de date inconsecvente, nestructurate, dezorganizate, lipsa stimulentelor pentru raportarea proactivă a pagubelor în caz de dezastre și lipsa mandatului guvernamental privind raportarea pagubelor în caz de dezastre.

### Ținta 11.c: Sprijinirea țărilor cel mai puțin dezvoltate pentru construirea de clădiri durabile și rezistente
Textul integral al Țintei 11.c este: „Sprijinirea țărilor cel mai puțin dezvoltate, inclusiv prin asistență financiară și tehnică pentru construirea de clădiri durabile și rezistente, folosind materiale locale".
Această țintă a avut inițial un singur indicator: indicatorul 11.c.1 reprezenta „Ponderea sprijinului financiar acordat țărilor cel mai puțin dezvoltate care este alocat pentru construirea și modernizarea de clădiri durabile, rezistente și eficiente din punct de vedere al resurselor, folosind materiale locale”. În 2020 s-a decis ștergerea acestui indicator. Până în septembrie 2023 nu fusese adoptat un indicator adecvat, comunitatea statistică globală fiind încurajată să lucreze la dezvoltarea unui nou indicator care să poată fi propus pentru evaluarea cuprinzătoare din 2025. Vezi E/CN.3/2020/2, paragraful 23.

### Agenții custode
Agențiile custode au sarcina de a măsura progresul indicatorilor.
- pentru indicatorii Țintelor 11.1, 11.2 și 11.3 și, de asemenea, pentru indicatorul 11.a.1 și indicatorul 11.c.1: Programul Națiunilor Unite pentru Așezările Umane (UN-Habitat)
- pentru indicatorul 11.4.1: Institutul UNESCO pentru Statistică (UNESCO-UIS)
- pentru cei doi indicatori din Ținta 11.5 și pentru indicatorul 11.b.2: Oficiul Națiunilor Unite pentru Reducerea Riscului de Dezastre (UNISDR)
- pentru indicatorul 11.6.1: Programul Națiunilor Unite pentru Așezările Umane (UN-Habitat), Departamentul Națiunilor Unite pentru Afaceri Economice și Sociale (DESA) și UNSD
- pentru indicatorul 11.6.2: Organizația Mondială a Sănătății (OMS)

## Provocări

### Impactul pandemiei de COVID-19
Orașele din multe țări au fost epicentre ale COVID-19. Aproximativ 60% din cazurile de COVID-19 au fost identificate în zonele urbane, reliefând rolul orașelor în generarea și accelerarea pandemiei. Atât aglomerația, cât și mobilitatea crescută din orașe au fost menționate de unii dintre cei mai importanți contributori ca fiind responsabile de răspândirea epidemiei prin aerosoli, picături și fomite.
Pandemia COVID-19 a reliefat inegalitățile adânc înrădăcinate din orașe, care se reflectă în impactul disproporționat al pandemiei asupra migranților, persoanelor fără adăpost și locuitorilor mahalalelor urbane și așezărilor informale.
În timpul crizei, orașele au apărut ca motoare ale redresării economice, centre de inovare și catalizatori pentru transformarea socială și economică. Tehnologiile și soluțiile Smart city au contribuit la reziliența orașelor prin facilitarea colectării și schimbului de informații în timp real, reducerea riscului și îmbunătățirea abilităților de planificare, absorbție și adaptare.

## Monitorizare și progres
Forumul Politic la Nivel Înalt pentru Dezvoltare Durabilă al ONU (High-level Political Forum on Sustainable Development - HLPF) se întrunește în fiecare an pentru monitorizarea globală a ODD, sub auspiciile Consiliului Economic și Social al Națiunilor Unite. Rapoartele de progres la nivel înalt pentru toate ODD-urile sunt publicate de Secretarul General al Națiunilor Unite. Actualizările și progresele pot fi găsite și pe site-ul SDG, care este gestionat de Departamentul Națiunilor Unite pentru Afaceri Economice și Sociale, Divizia de Statistică a Organizației Națiunilor Unite.
În 2018, Forumul Politic la Nivel Înalt pentru Dezvoltare Durabilă a făcut un bilanț al progreselor în ceea ce privește Obiectivele de Dezvoltare Durabilă și a discutat despre progresele, succesele, provocările și lecțiile învățate pe calea către o lume mai dreaptă, mai pașnică și mai prosperă și o planetă sănătoasă până în 2030 ODD 11 a fost unul dintre cele șase ODD analizate în profunzime.
Progresul privind ODD 11 a fost blocat de pandemia COVID-19. Datorită impactului direct și indirect al pandemiei, este din ce în ce mai puțin probabil ca acest obiectiv să fie atins în timp util.
Toate statele membre ale Națiunilor Unite s-au angajat să-și monitorizeze progresul în implementarea Agendei 2030, a obiectivelor și țintelor acesteia. Aproape toate statele membre ONU au prezentat progresul național în direcția ODD-urilor prin evaluare națională voluntară (Voluntary National Review - VNR). În ciuda importanței orașelor în cadrul dezvoltării durabile, au apărut doar câteva inițiative pentru evaluarea progresului către ODD la scară de oraș.

## Legături cu alte ODD
Obiectivele de Dezvoltare Durabilă sunt interdependente. ODD 11 interacționează cu multe dintre celelalte ODD. În primul rând, în privința impactului asupra sănătății locuitorilor (ODD 3 - Sănătate și bunăstare, Ținta 3.9), precum și al îmbunătățirii rezilienței orașelor la dezastrele naturale și la cele induse de schimbările climatice. De asemenea, este legat de ODD 6 - Apă curată și canalizare (țintele 6.1, 6.2 și 6.5), ODD 12 - Consum și producție responsabile (ținta 12.4), ODD 14 - Viața marină (ținta 14.3) și în privința reducerii impactului bolilor transmisibile și al mortalității materne și infantile, parte a ODD 3 - Sănătate și bunăstare (țintele 3.2 și 3.3).
În plus, ODD 11 se interconectează cu ODD 13 - Acțiune climatică, întrucât orașele lumii reprezintă 60-80% din consumul de energie și 75% din emisiile de carbon (acest lucru se datorează faptului că 4,2 miliarde de oameni, sau 55% din populația lumii, trăiau în orașe în 2018).

## Organizații

### Sistemul ONU
- Inițiativa „Uniți pentru Orașe Inteligente Durabile” (United for Smart Sustainable Cities Initiative - U4SSC), care a fost pilot pentru monitorizarea proiectelor din mediul urban legate de ODD[34]
- Banca Interamericană pentru Dezvoltare (Inter-American Development Bank - IADB)
- Organizația Națiunilor Unite pentru Dezvoltare Industrială (United Nations Industrial Development Organization - UNIDO)
- Comisia Economică a Națiunilor Unite pentru Africa (ECA)
- Oficiul Națiunilor Unite pentru Reducerea Riscului de Dezastre (UNISDR)
- Programul Națiunilor Unite pentru așezările umane (United Nations Human Settlements Programme - UN-Habitat)[35]

### Organizații non-guvernamentale
- C40 Cities Climate Leadership Group este o rețea a metropolelor din lume dedicată abordării schimbărilor climatice, aplicând măsuri îndrăznețe în domeniul climei și deschizând calea către un viitor mai durabil[36]. De asemenea, C40 reprezintă un forum eficient pentru colaborare, împărtășirea cunoștințelor și implementarea unor acțiuni semnificative privind schimbările climatice
- ICLEI – Local Governments for Sustainability (inițial International Council for Local Environmental Initiatives)[37] acordă sprijin în dezvoltarea de orașe și regiuni durabile, cu emisii scăzute de carbon, reziliente, ecomobile, biodiverse, eficiente din punct de vedere al resurselor și sănătoase, cu o economie verde și o infrastructură inteligentă
- 100RC - 100 Resilient Cities dezvoltat de Fundația Rockefeller ajută orașele din întreaga lume să devină mai rezistente la provocările fizice, sociale și economice[38]

## Exemple la nivel de țară

### Canada
Guvernul federal canadian a alocat 10 miliarde USD pe 3 ani Băncii Canadiene de Infrastructură pentru a începe să investească în proiecte ecologice în toată țara, concentrându-se pe domenii precum tranzitul, energia regenerabilă și modernizarea clădirilor. Guvernul federal urmărește îndeplinirea țintelor ODD 11.2 și ODD 11.a prin investirea a 1,5 miliarde de dolari în transportul public și includerea a 5.000 de autobuze pentru următorii 5 ani într-o strategie mai amplă de dezvoltare pentru echilibrarea inegalităților cu care se confruntă diferitele regiuni urbane și rurale din Canada. Guvernul federal a înregistrat, de asemenea, o ușoară creștere a ponderii populației urbane care locuiește în locuințe neadecvate, de la 12,5% în 2011 la 12,7% în 2016, ceea ce reprezintă o îndepărtare de obiectivul de reducere a ponderii locuințelor inadecvate.